# Мюизи, Жиль Ле

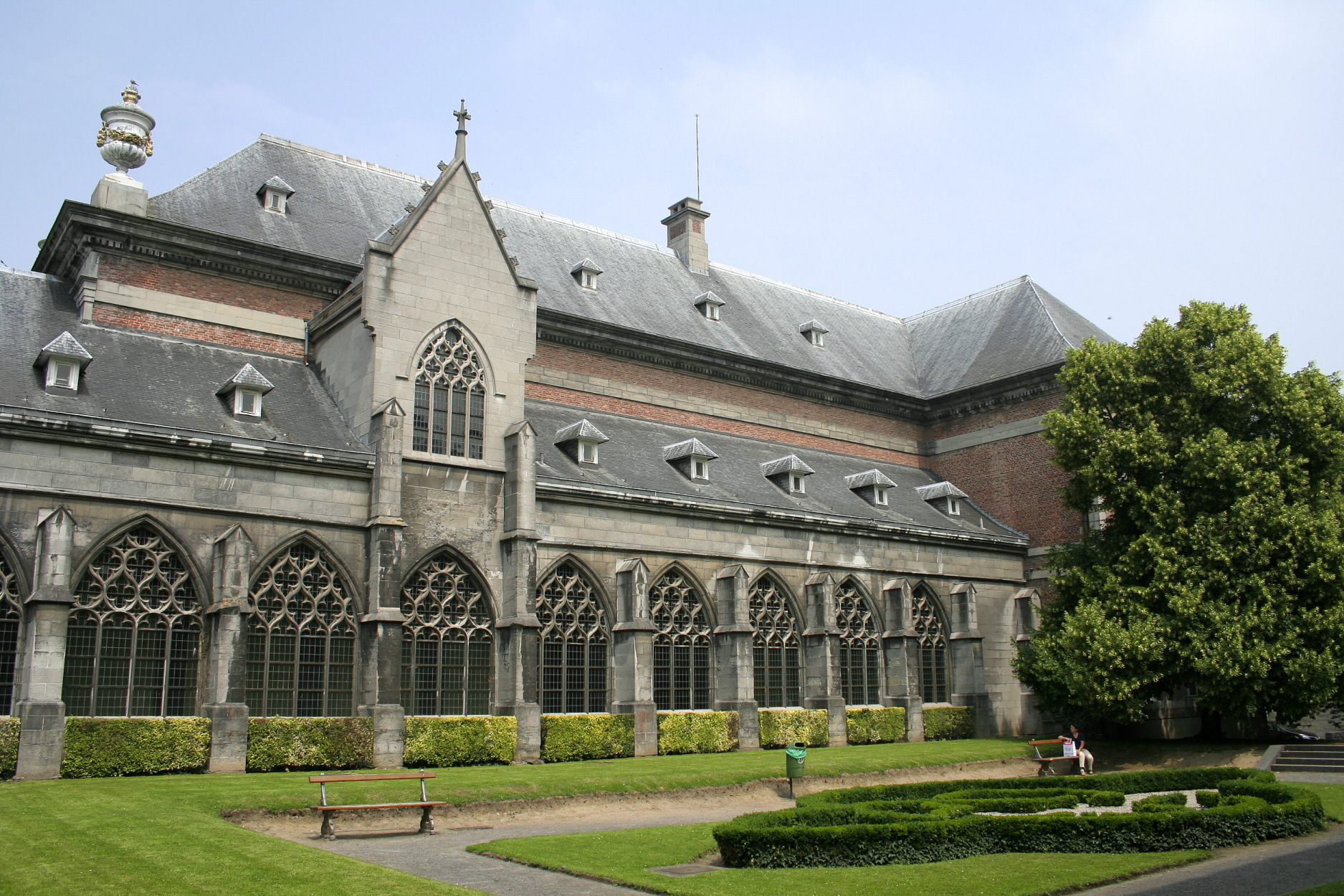
Здание собора аббатства Св. Мартина в Турне, переданное в 1809 году местному муниципалитету

Жиль Ле Мюизи, также Мюизе, он же Эгидий Линялый, или Заплесневелый (фр. Gilles Le Muisit, или Gilles Le Muiset, или Gillon le Muisit, лат. Aegidius Mucidus, или Egidius Moysi; январь или февраль 1272, Турне — 15 октября 1352 или 1353, там же) — нидерландский хронист и поэт из графства Эно, монах-бенедиктинец, настоятель аббатства Св. Мартина в Турне, один из летописцев начального периода Столетней войны и эпидемии «чёрной смерти».

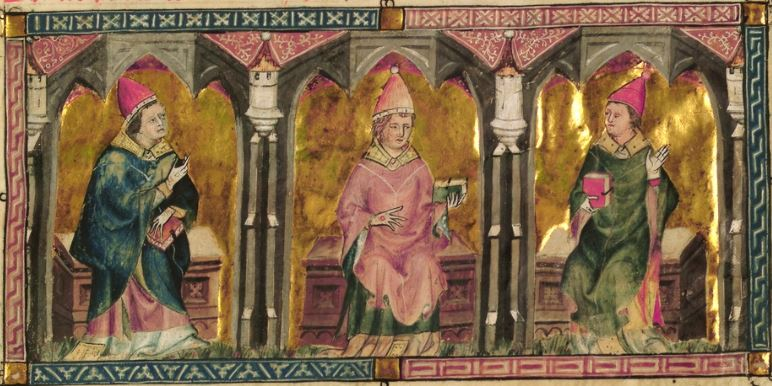
Портреты настоятелей аббатства Св. Мартина в Турне. Миниатюра Пьера дю Тилта из рукописи хроники Жиля Ле Мюизи (1353)

## Биография

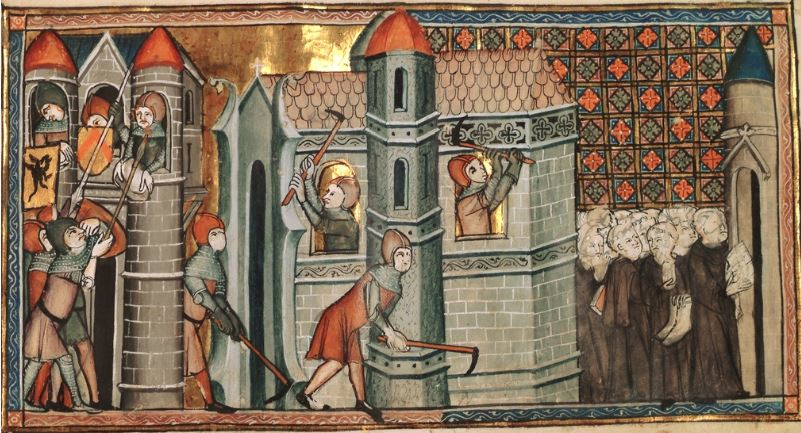
Восстановление аббатства Св. Мартина в 1091 г. Миниатюра Пьера дю Тилта из рукописи Жиля Ле Мюизи l'Abbatum memoria (1353)

Родился в январе или феврале 1272 года в Турне в знатной городской семье, известной с начала XIII века, представители которой в разное время являлись старейшинами или членами местного совета. Его двоюродный брат Жак Ле Мюизи был известным легистом, доктором права, адвокатом Парижского парламента, а затем советником его Большой палаты, заслужившим себе титул шевалье. Имел брата Эрнуля, служившего капелланом соборного храма Нотр-Дам де Турне, и четырёх сестёр: Изабель, Жанну, Катрин и Мари.

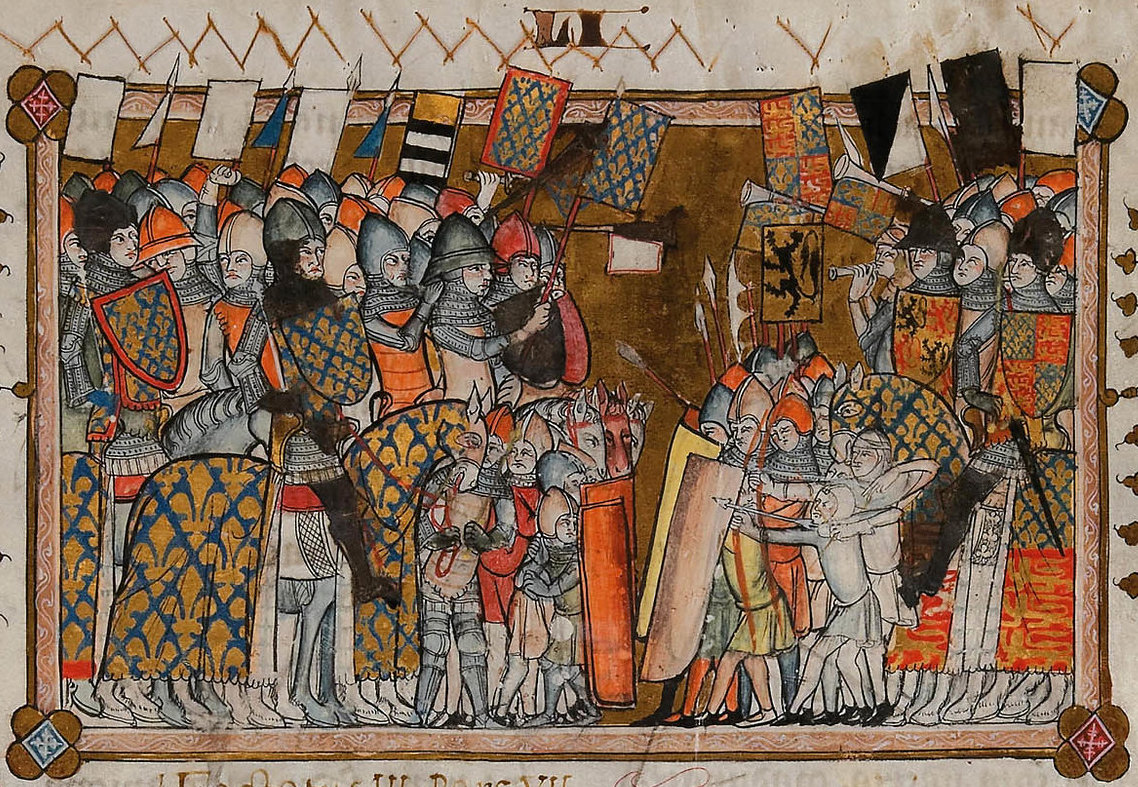
Битва при Креси. Миниатюра рукописи хроники Жиля Ле Мюизи из публичной библиотеки Куртре, середина XIV в.

В юности, возможно, участвовал в неудачном Арагонском крестовом походе (1284—1285) в составе войска короля Филиппа III Смелого. 2 ноября 1289 года принял постриг в бенедиктинском аббатстве Святого Мартина в Турне, одном из крупнейших французских монастырей того времени, братия которого насчитывала 61 монаха и 5 послушников. Между 1297 и 1301 годами, будучи новициатом, а по другим данным, уже пресвитером, жил и учился в Париже. В сохранившемся картулярии факультета искусств Парижского университета (лат. Chartularium Universitatis Parisiensis) имеется запись: «Магистр Эгидий Моизи, прозванный также Пером, пресвитер Турне» (лат. Magister Egidius Moysi, alias dictus Pluma, presbyter Tornacensis). В юбилейном 1300 году посетил Рим. В 1302 году вернулся в родной город, осев в монастыре Св. Мартина.

Похороны жертв «чёрной смерти» в Турне. Миниатюра Пьера дю Тилта из рукописи хроники Жиля Ле Мюизи (1353)

В 1315 году был келарем, с 1327 года исполнял обязанности приора, а 30 апреля 1331 года избран был аббатом. Приняв свою должность лишь 25 мая того же года после долгих колебаний, утверждён был в ней только 25 октября 1332 года из-за противодействия несогласного с его избранием епископа Турне Гийома де Вентадура (фр. Guillaume de Ventadour). 

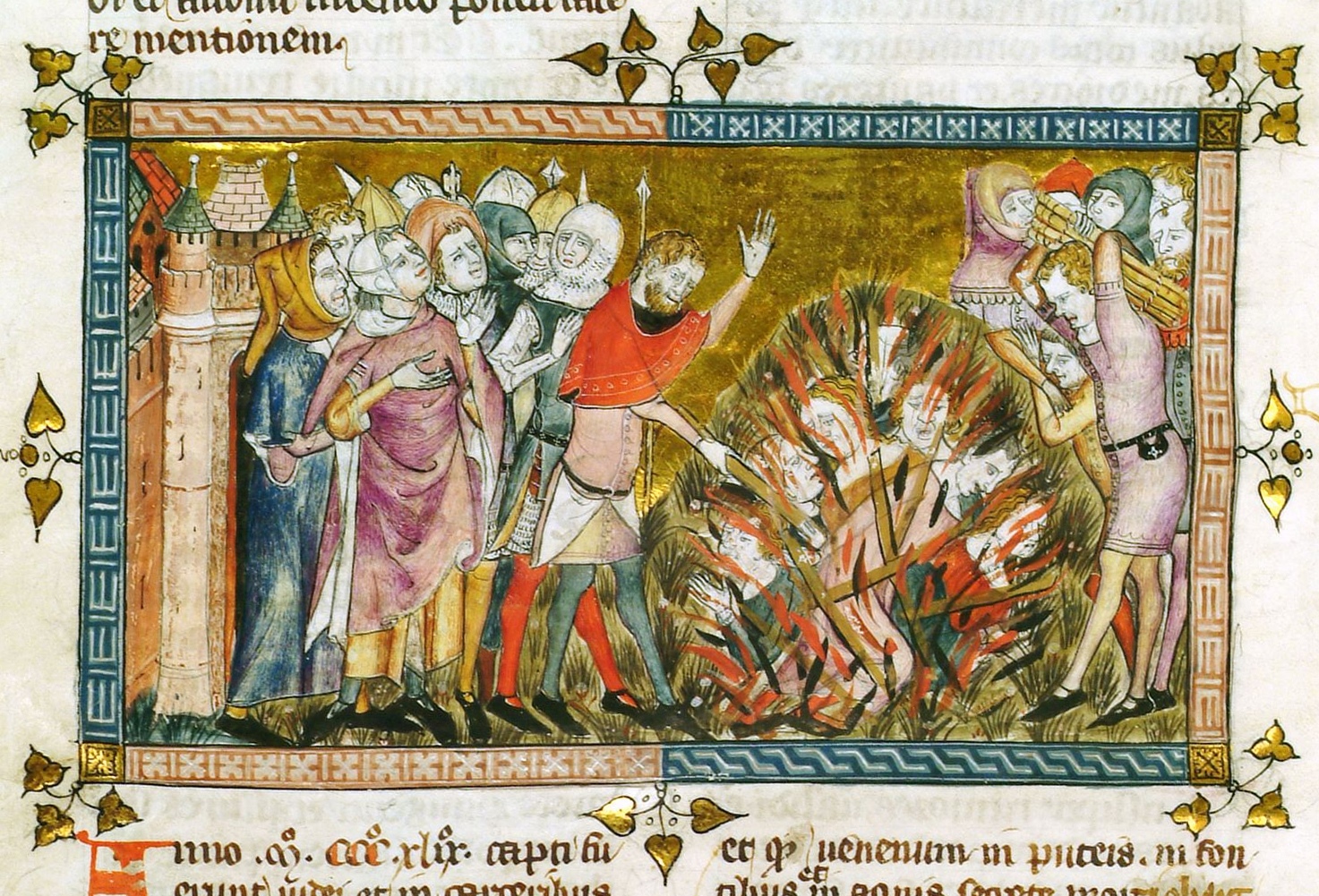
Сожжение иудеев во время эпидемии чумы. Миниатюра Пьера дю Тилта из рукописи хроники Жиля Ле Мюизи (1353)

На посту настоятеля немало сделал для того, чтобы восстановить финансовое положение монастыря, изрядно пошатнувшееся при его предшественниках, в результате чего в находившейся в упадке обители оставалось к тому времени всего 22 монаха. С этой целью он сумел выкупить все приобретённые монастырём товары и расплатиться с немалыми долгами, насчитывавшими, по данным переписки его с папской курией, 9000 флоринов, выиграв несколько судов с кредиторами, для чего лично ездил в Париж и Авиньон. 
С 1346 года его зрение сильно ослабело, и к 1348 году он полностью ослеп. С этого времени он начал диктовать свои исторические и литературные сочинения своему секретарю, по его собственным словам, «для борьбы с праздностью и дурными мыслями». В 1351 году врач Иоганн из Майнца предложил удалить ему катаракту, на что он согласился, несмотря на несогласие своих родственников. 18 сентября успешно прооперирован был один его глаз, 22 сентября — второй, но вернулось ли полностью к нему зрение, остаётся неизвестным.
Год или два спустя, 15 октября 1352 или 1353 года, он скончался в возрасте более 80 лет, и был, вероятно, похоронен в соборной церкви аббатства.

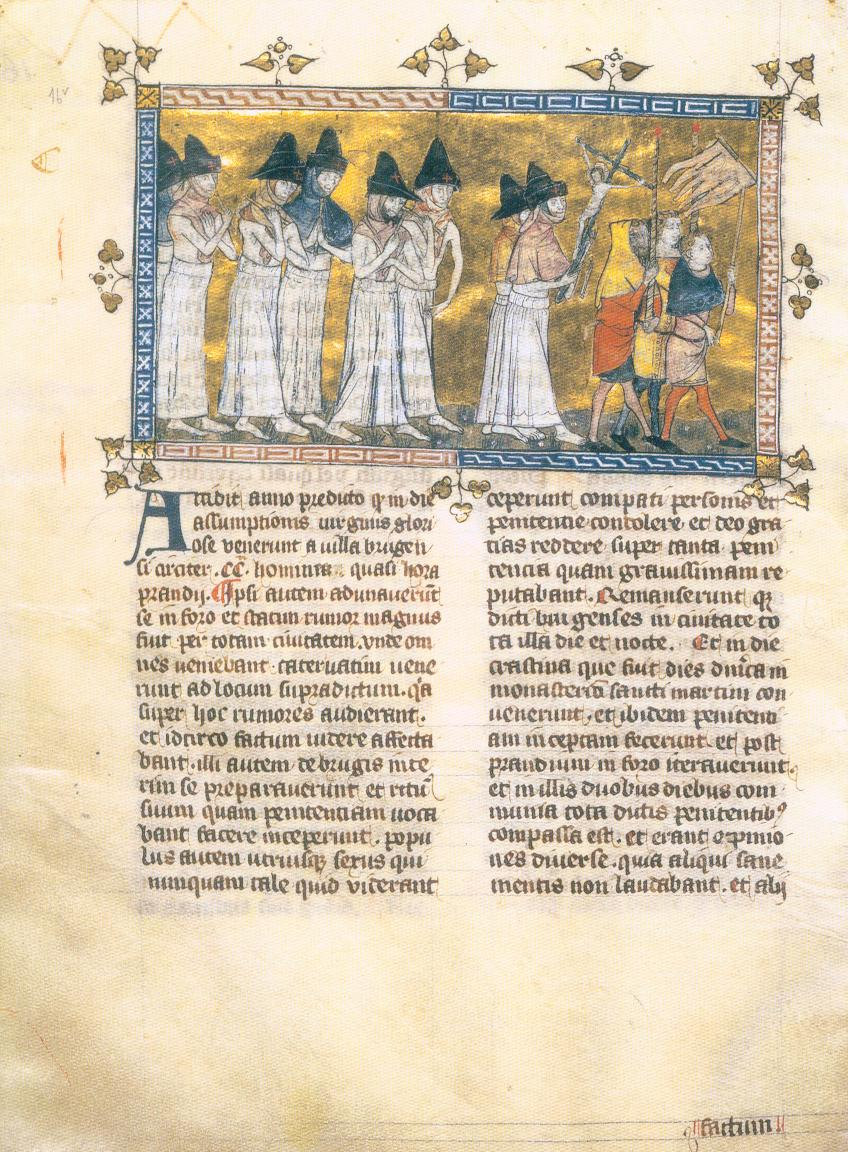
Процессия флагеллантов. Миниатюра Пьера дю Тилта из рукописи хроники Жиля Ле Мюизи (1350)

## Сочинения
Является автором двух латинских хроник, «Большой» (лат. Chronicon majus, или Tractatus tertius), излагающей события мировой истории с сотворения мира до середины XIV века, и «Малой» (лат. Chronicon minus, или Tractatus quartus), более обстоятельно освещающей 1349—1351 годы и дополненной анонимным продолжателем сведениями за 1352—1353 годы. 
Эти обстоятельные сочинения, отличающиеся сравнительной хронологической и фактологической точностью, являются важными источниками по истории Фландрии, Эно и северных провинций Французского королевства времён последних Капетингов. В частности, в «Большой хронике», записанной между 1347 и 1353 годами и подробно излагающей события 1294—1349 годов, наряду с церковными и монастырскими делами, освещаются правление Филиппа IV Красивого (1285—1314) и его преемников; Фламандское восстание (1302) и историческая битва при Куртре; роспуск папой Климентом V ордена тамплиеров (1307—1312) и судьба опального канцлера Ангеррана де Мариньи (1315); последствия «великого голода» 1315—1317 годов; пресечение династии Капетингов, приход к власти Филиппа VI Валуа и битва при Касселе (1328); начальный период Столетней войны с битвами при Слёйсе (1340) и при Креси (1346), и осадами Турне (1340) и Кале (1346); эпидемия «чёрной смерти» (1348—1349) и связанные с нею движение флагеллантов и гонения на евреев, и др.
Как историка Ле Мюизи отличают добросовестность в работе с источниками, среди которых следует выделить всемирную «Хронографию» Сигеберта из Жамблу, «Хронику Эно» Жильбера Монсского, «Зерцало историческое» Винсента из Бове и «Большие французские хроники», определённую объективность в оценках рассматриваемых событий, а также заметный скептицизм не только в отношении народных легенд и местных преданий, но и церковных чудес. 
Заслуживают внимания социально-политические взгляды Ле Мюизи, выступавшего в защиту торгового сословия, ратуя за рациональную финансовую политику и справедливое налогообложение, способствующие, по его мнению, общественному процветанию. Приводя в пример Филиппу VI деятельность его венценосных предшественников, при которых «правосудие крепко соблюдалось повсюду, и хорошей серебряной монеты строго придерживались», он безапелляционно заявлял, что «король должен купцам и и торговле поддержку оказывать, чеканить настоящую монету, которая бы повсюду принималась».
Принято считать, что практически все свои произведения Ле Мюизи сочинял, после того как в 1347 году потерял своё зрение, диктуя их своему секретарю, после же успешной операции в сентябре 1351 года практически оставил это занятие, вернувшись к административным обязанностям. Однако убедительных доказательств этому нет, равно как и тому, что к концу своей жизни он полностью стал зрячим.  
Запись под 1349 годом из монастырской «Книги учета» (лат. Liber compilatus), в составлении которой принимал участие сам Ле Мюизи, свидетельствует, что он назначил библиотекарем аббатства Пьера дю Тилта, который переплёл и иллюминировал рукописи его сочинений.
Если свои исторические сочинения Ле Мюизи составлял в основном на латыни, остальные его произведения, особенно поэзия, написаны на французском, точнее на диалекте его, представляющем собой смешение пикардийского и валлонского наречий, которые он сам называл «валеш» (фр. walesch).
Художественные произведения Ле Мюизи, как правило, носят литургический характер и представляют собой небольшие поэмы в октосиллабических или додекасиллабических стихах, разделённых на строфы и перемежаемых прозаическими вставками. Издателями они традиционно подразделяются на тематические заголовки: «Горестный плач» (фр. Lamentation), «Молитвы» (фр. Oraisons), «Размышление» (фр. Méditation), «Повествование» (фр. Narration) и т. д. Исключением является «Исцеление аббата Жиля Ле Мюизи» (фр. Del cure l'abbet Gillion le Muysit) в 17 катренах александрийским стихом, описывающее эпизод его собственной биографии. 
Перу Ле Мюизи принадлежит также латинский «Трактат об обычаях, установленных в обители Святого Мартина» (лат. Tractatus de consuetudinibus approbatis in monasterio Sancti Martini observari solitis), в котором он отразил собственный опыт рационального ведения монастырского хозяйства и расходования финансовых средств.

## Рукописи и издания
Известно не менее 6 рукописей «Большой хроники» Ле Мюизи и не менее 4 «Малой», которые сегодня находятся в собраниях Национальной библиотеки Франции (Париж), Королевской библиотеки Бельгии (Брюссель), городской библиотеки Турне (Эно), публичной библиотеки Куртре (Западная Фландрия) и Библиотеки Энгэмбертина в Карпантра (департамент Воклюз). Иллюминированный манускрипт середины XIV века из библиотеки Куртре (MS 135) признаётся многими исследователями автографическим.
Комментированное издание хроники Ле Мюизи вышло в 1824 году в Куртре под редакцией историка Якоба Готалса Верклюза. В 1837—1841 годах в Брюсселе увидела свет более полная 4-томная академическая публикация, подготовленная Жозефом-Жаном де Сметом для «Корпуса хроник Фландрии». Заново отредактированное для «Французского исторического общества» издание было выпущено в 1905 году в Париже Анри Леметром.
Поэтические произведения Ле Мюизи были выпущены в 1882 году в Лёвене под редакцией известного бельгийского историка и политика Ж. Б. М. К. Кервина де Леттенхове.

## Цитаты
- О «битве шпор» при Куртре 11 июля 1302 года:

«С башен церкви Богородицы Турнэ, аббатства Св. Мартина и города они могли видеть бегущих по дорогам, сквозь изгороди и поля, в таком количестве, что никто из тех, кто не видел этого, не поверил бы... В окрестностях города и в деревнях было столь много умирающих от голода рыцарей и пехотинцев, что это было ужасное зрелище. Те, кто пытался найти еду, обменивали на нее свое снаряжение. Всю эту ночь и следующий день прибывшие в город были столь напуганы, что многие из них не могли даже есть.»
- Из «Сказа о купцах»:

«Чтобы могла страна всем нужным ей снабдиться,
 
Приходится купцам в поте лица трудиться,
 
Чтоб все, чего в ней нет, привесть со стороны.
 
Преследовать же их не должно без вины.
 
Поскольку, по морям скитаясь беспокойны,

Везут в страну товар, за что любви достойны.»

## Публикации
- Chronicon Aegidii li Muisis, abbatis Sancti Martini Tornacensis, ed. par Jacobus Goethalis Vercruysse. — Courtrai: Blanchet, 1824. — 132 p.
- Chronica Aegidii li Muisis, abbatis XVII Sancti-Martini Tornacensis // Corpus chronicorum Flandriae sub auspiciis Leopoldi primi, serenissimi Belgarum regis. Recueil des chroniques de Flandre publié sous la direction de la Commission royale d'histoire par Joseph-Jean De Smet. — Tome II. — Bruxelles: Hayez, 1841. — pp. 93–448.
- Poésies de Gilles Li Muisis, publiées pour la première fois, d'après le manuscrit de lord Ashburnham, par M. le baron Kervyn de Lettenhove. — Louvain: Impr. de J. Lefever, 1882.
- Étude lexicologique sur les poésies de Gillon le Muisit (préface, glossaire, corrections), par M. Auguste Scheler // Mémoires couronnés et autres mémoires publiés par l'Académie royale de Belgique. — Tome XXXVII. — Bruxelles: impr. de F. Hayez, 1886. — xii, 186 p.
- Chronique et Annales de Gilles le Muisit, abbé de Saint-Martin de Tournai (1272—1352), publiées pour la Société de l'histoire de France par Henri Lemaître. — Paris: Renouard, 1906. — v; xxxiii, 336 p. — (Société de l'histoire de France).